# Club Brugge
Club Brugge Koninklijke Voetbalvereniging (wym. [ˈklʏˈbrʏʝə ˈkoː.nɪŋk.lə.kə ˈvut.bɑɫ.və.ˌreːnə.ʝɪŋ]) – belgijski klub piłkarski z siedzibą w Brugii.

## Historia
Został założony w 1891 jako Brugsche Football Club. Jedyny klub piłkarski z tego kraju, który wystąpił w finale Pucharu Europy Mistrzów Krajowych (1978 porażka 0:1 z angielskim klubem Liverpool F.C. na Wembley).

## Sukcesy
Puchar Europy Mistrzów Krajowych
- Finalista (1x): 1977/1978

Puchar UEFA
- Finalista (1x): 1975/1976

Mistrzostwo Belgii
- Zwycięzca (19x): 1919/1920, 1972/1973, 1975/1976, 1976/1977, 1977/1978, 1979/1980, 1987/1988, 1989/1990, 1991/1992, 1995/1996, 1997/1998, 2002/2003, 2004/2005, 2015/2016, 2017/2018, 2019/2020, 2020/2021, 2021/2022, 2023/2024
- Zdobywca drugiego miejsca (26x): 1898/1899, 1899/1900, 1903/1904, 1905/1906, 1909/1910, 1910/1911, 1966/1967, 1967/1968, 1969/1970, 1970/1971, 1971/1972, 1984/1985, 1985/1986, 1993/1994, 1996/1997, 1998/1999, 1999/2000, 2000/2001, 2001/2002, 2003/2004, 2009/2010, 2011/2012, 2014/2015, 2016/2017, 2018/2019, 2024/2025

Puchar Belgii
- Zwycięzca (12x): 1967/68, 1969/70, 1976/77, 1985/86, 1990/91, 1994/95, 1995/96, 2001/02, 2003/04, 2006/07, 2014/15, 2024/25
- Zdobywca drugiego miejsca (8x): 1913/14, 1978/79, 1982/83, 1993/94, 1997/98, 2004/05, 2015/16, 2019/20

Superpuchar Belgii
- Zwycięzca (17x): 1980, 1986, 1988, 1990, 1991, 1992, 1994, 1996, 1998, 2002, 2003, 2004, 2005, 2016, 2018, 2021, 2022
- Zdobywca drugiego miejsca (4x): 1995, 2007, 2015, 2024

## Obecny skład
Stan na 10 lipca 2021
| Nr | Poz. | Piłkarz                    |
| -- | ---- | -------------------------- |
| 2  | OB   | Eduard Sobol               |
| 3  | PO   | Éder Balanta               |
| 5  | OB   | Odilon Kossounou           |
| 10 | NA   | Noa Lang                   |
| 15 | OB   | Matej Mitrović             |
| 18 | OB   | Federico Ricca             |
| 20 | PO   | Hans Vanaken (wicekapitan) |
| 21 | NA   | David Okereke              |
| 25 | PO   | Ruud Vormer (kapitan)      |
| 26 | PO   | Mats Rits                  |
| 27 | NA   | Youssouph Badji            |
| 28 | OB   | Ignace Van der Brempt      |
| 29 | NA   | Bas Dost                   |
| 30 | NA   | Daniel Pérez               |

| Nr | Poz. | Piłkarz               |
| -- | ---- | --------------------- |
| 33 | BR   | Nick Shinton          |
| 44 | OB   | Brandon Mechele       |
| 55 | OB   | Maxim De Cuyper       |
| 72 | OB   | Noah Mbamba           |
| 77 | OB   | Clinton Mata          |
| 88 | BR   | Simon Mignolet        |
| 90 | PO   | Charles De Ketelaere  |
| 91 | BR   | Senne Lammens         |
| 97 | PO   | Thomas Van den Keybus |
| 98 | PO   | Cisse Sandra          |
| –  | NA   | Kaweh Rezaei          |
| –  | NA   | Michael Krmenčík      |
| –  | OB   | Simon Deli            |
| –  | BR   | Karlo Letica          |

### Piłkarze na wypożyczeniu
| Nr | Poz. | Piłkarz                                                       |
| -- | ---- | ------------------------------------------------------------- |
|    | NA   | Loïs Openda (w SBV Vitesse do 30 czerwca 2022)                |
|    | NA   | Thibault Vlietinck (w Oud-Heverlee Leuven do 30 czerwca 2022) |

## Trenerzy w historii klubu
- Hector Goetinck (1930–33)
- Gérard Delbeke (1933–34)
- Arthur Volckaert (1934–36)
- Karl Schrenk (1936–38)
- Robert De Veen (1938–39)
- Gérard Delbeke (1939–45)
- Louis Versyp (1945–50)
- William Kennedy (1950–51)
- Félix Schavy (1951–57)
- Norbert Höfling (1957–63)
- Juan Schwanner (1963)
- Henri Dekens (1963–65)
- Ludwig Dupal (1965–67)
- Norbert Höfling (1967–68)
- Milorad Pavić (1968–69)
- Frans de Munck (1969–71)
- Leo Canjels (1971–73)
- Jaak De Wit (1973–74)
- Ernst Happel (1974–78)
- András Béres (1 lipca 1978–30 czerwca 1979)
- Mathieu Bollen (1979)
- Han Grijzenhout (1979–80)
- Gilbert Gress (1 lipca 1980–30 czerwca 1981)
- Antoine Kohn (1 lipca 1981–30 listopada 1981)
- Henri Coppens (1981–82)
- Raymond Mertens (1981–82)
- Georg Keßler (1982–84)
- Henk Houwaart (1 lipca 1984–30 czerwca 1989)
- Georges Leekens (1 lipca 1989–30 czerwca 1991)
- Hugo Broos (1 lipca 1991–1 lipca 1997)
- Eric Gerets (1 lipca 1997–30 czerwca 1999)
- René Verheyen (1 lipca 1999–30 czerwca 2000)
- Trond Sollied (1 lipca 2000–30 czerwca 2005)
- Jan Ceulemans (1 lipca 2005–3 kwietnia 2006)
- Emilio Ferrera (3 kwietnia 2006–28 stycznia 2007)
- Czedomir Janewski (28 stycznia 2007–30 czerwca 2007)
- Jacky Mathijssen (1 lipca 2007–30 czerwca 2009)
- Adrie Koster (1 lipca 2009–30 października 2011)
- Rudy Verkempinck (tymczasowy) (31 października 2011–9 listopada 2011)
- Christoph Daum (9 listopada 2011–14 maja 2012)
- Georges Leekens (14 maja 2012–5 listopada 2012)
- Juan Carlos Garrido (15 listopada 2012–19 września 2013)
- Michel Preud’homme (19 września 2013–30 czerwca 2017)
- Ivan Leko (1 lipca 2017–30 czerwca 2019)
- Philippe Clement (1 lipca 2019–2 stycznia 2022)
- Alfred Schreuder (3 stycznia 2022–30 czerwca 2022)[3]
- Carl Hoefkens (1 lipca 2022-27 grudnia 2022)
- Scott Parker (31 grudnia 2022-8 marca 2023)
- Rik De Mil (8 marca 2023-30 czerwca 2023)
- Ronny Deila (1 lipca 2023- 17 marca 2024)
- Nicky Hayen (1 lipca 2024 -)